# Écuries du Roi puis de la Reine
Les Écuries de la Reine est un bâtiment qui se trouve à Versailles (Yvelines), au 5, rue Carnot, à quelques centaines de mètres du château. Constituant les Écuries royales (institution faisant travailler des centaines de personnes au moment de l'installation de Louis XIV à Versailles), elles sont construites à partir de 1672. 

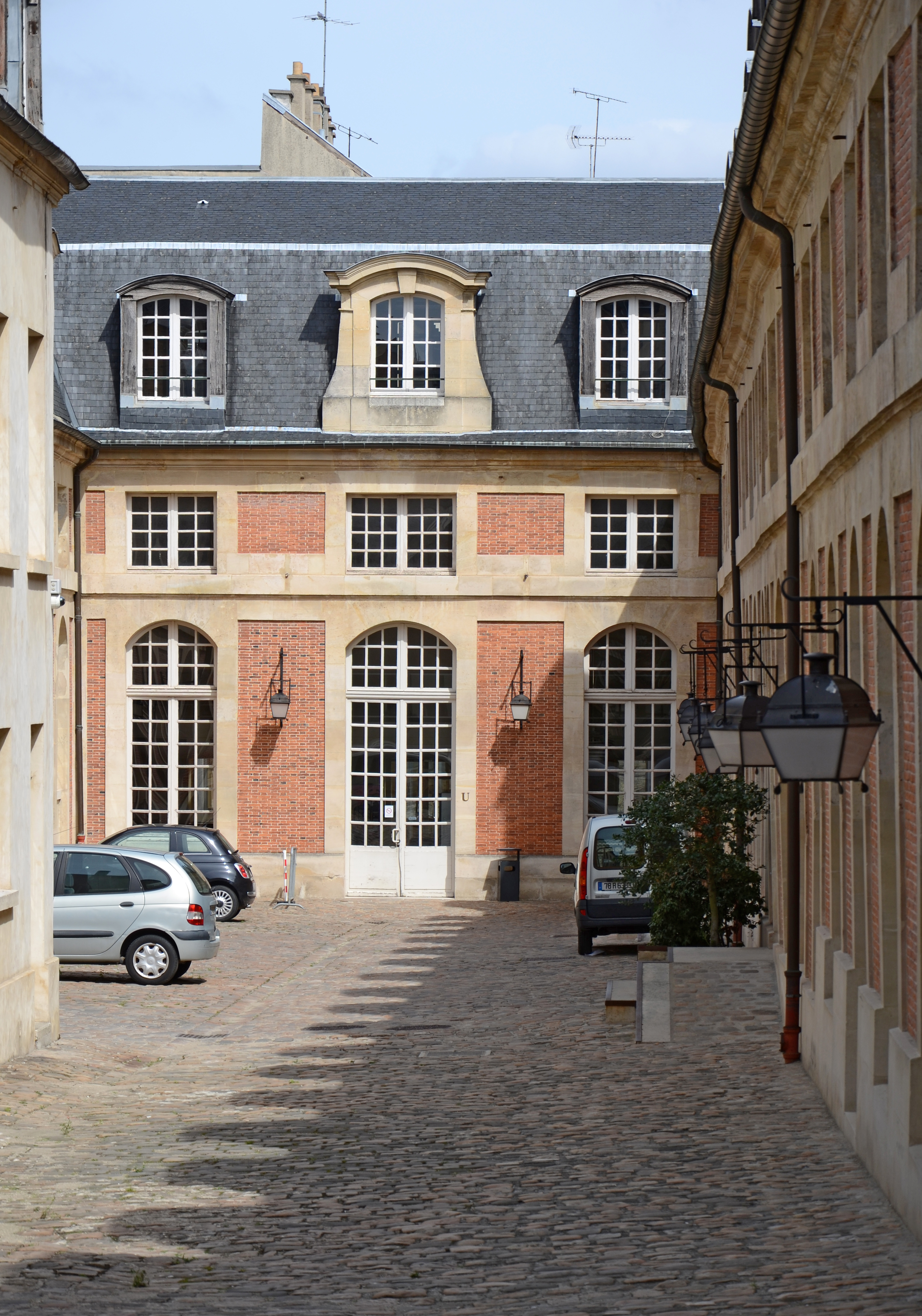
Détail des écuries: bâtiment à un étage, murs briquetés, toits mansardés : le style louis-quatorzien.

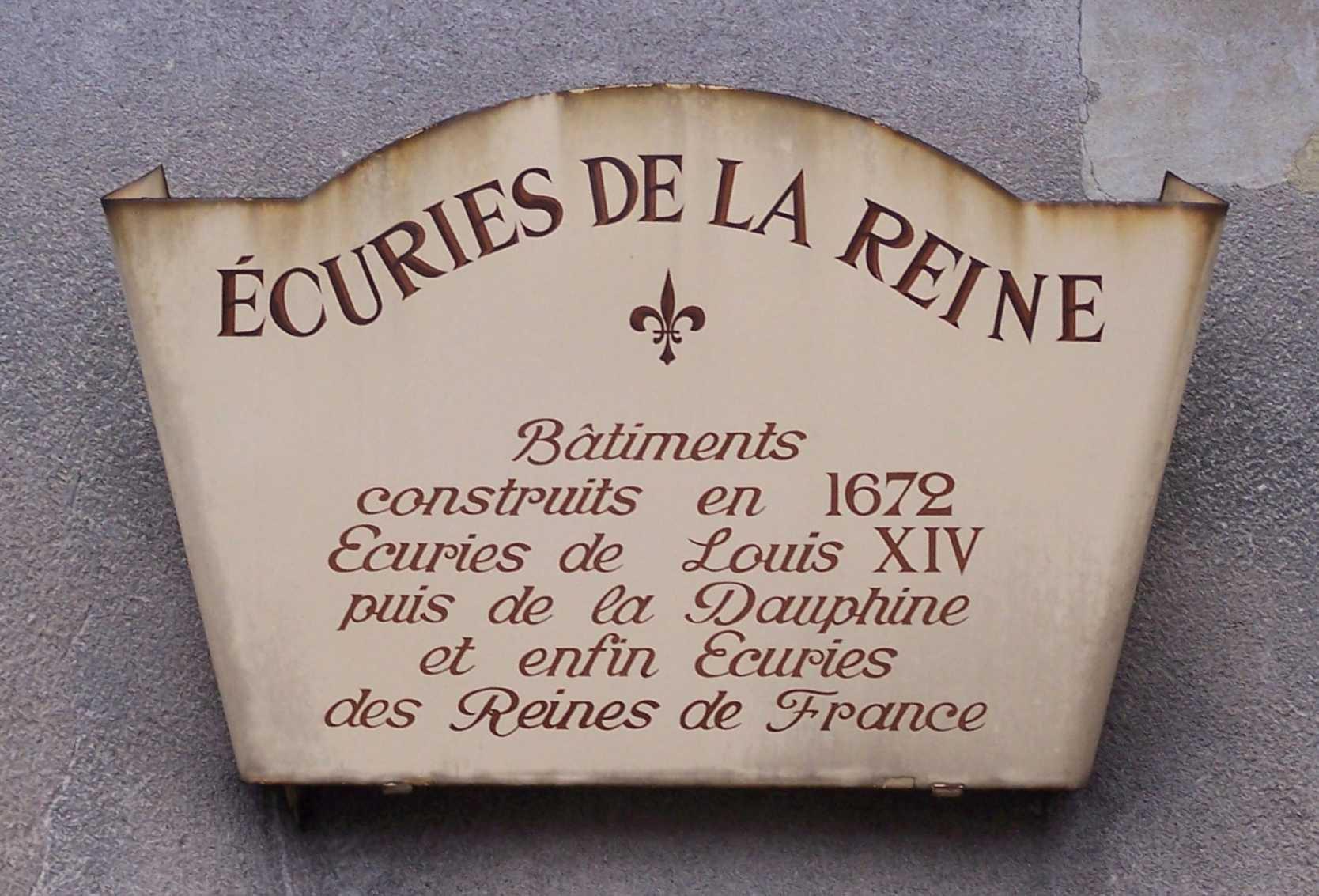
Plaque apposée sur le mur d'enceinte, rue Carnot.

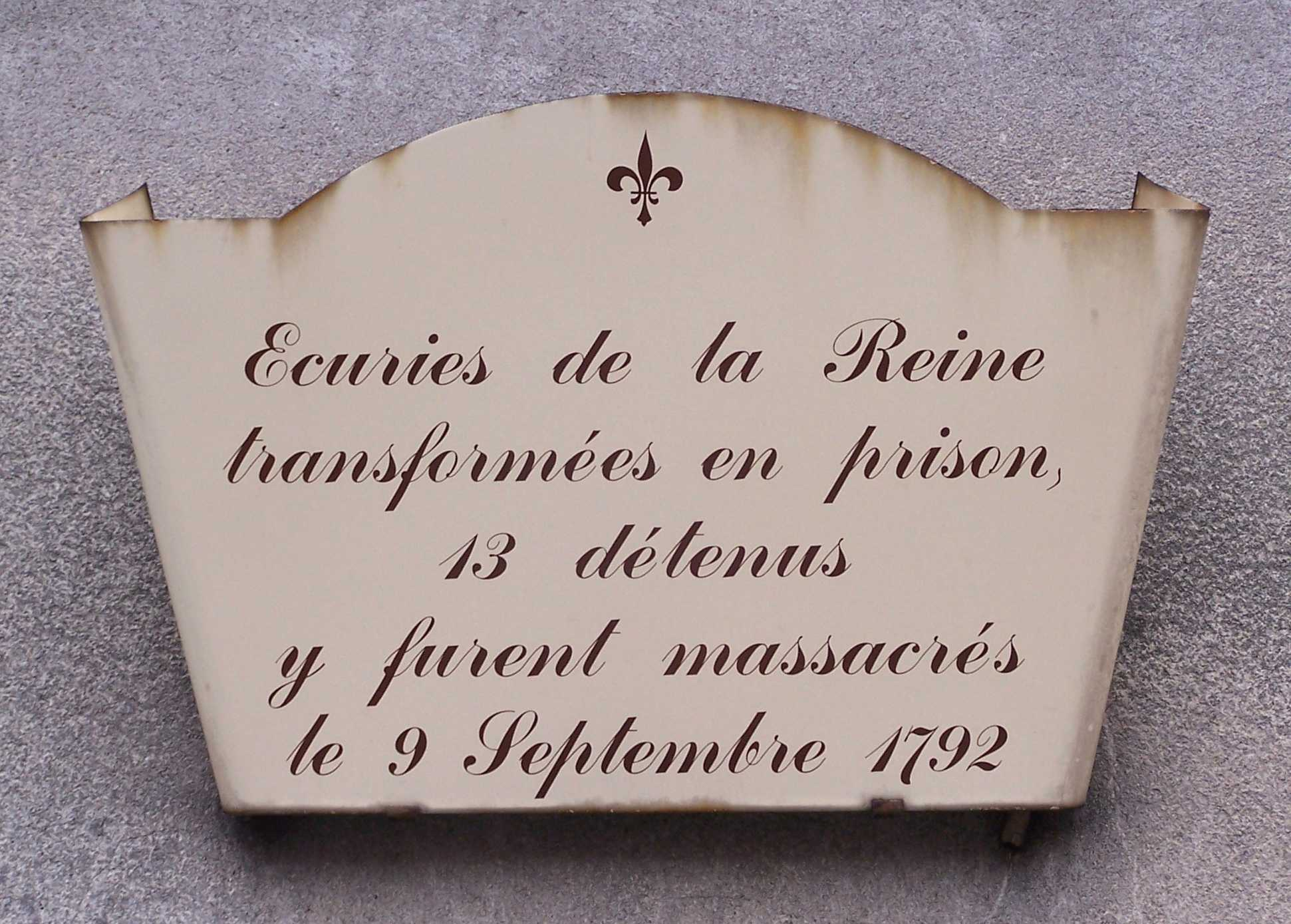
Autre plaque sur le mur d'enceinte rue Carnot, commémorant le massacre du 9 septembre 1792.

Jugée trop petites, elles sont rapidement remplacées dans les années 1680 par la Petite Écurie et la Grande Écurie de la Place d'armes. Elles sont alors offertes à la Reine et deviennent les Écuries de la Reine. 
Le 9 septembre 1792, durant la survenue des massacres de Septembre de la Révolution française dans plusieurs villes de France, treize détenus sont massacrés dans ce lieu qui est devenu à cette époque une prison. Lors du même épisode de violence, au total 42 ou 44 exécutions sommaires ont lieu à Versailles. 
Les bâtiments sont aujourd'hui occupés par la cour d'appel de Versailles.
Elles ont été classées monument historique en 1978.